# モンテ・ウルグル
モンテ・ウルグル(スペイン語: Monte Urgull, バスク語: Urgull)は、スペイン・バスク州ギプスコア県サン・セバスティアンにある標高123mの丘。サン・セバスティアン市街地やラ・コンチャ海岸のすぐ近くにあり、ビスケー湾に面している。ウリア山やモンテ・イゲルド、ウルメア川やラ・コンチャ海岸などとともに自然景観を形成している。

## 歴史
12世紀に山頂にモタ城が建設されて以来、モンテ・ウルグルは重要な防御地点だった。16世紀に近代国家の国境が形成されるとモンテ・ウルグルに防御壁や軍事施設が築かれた。頂上部は司令部・兵舎・倉庫などからなるモタ城という要塞となったが、後にはチャペルも築かれた。
モンテ・ウルグルはサン・セバスティアンの町とともに軍事作戦の場となった。スペイン独立戦争中の1813年8月31日、イギリス軍とポルトガル軍の解放軍はフランス軍が占領を続けるサン・セバスティアンの包囲をして町を奪還したが、その際にはモンテ・ウルグルも砲撃に遭った。また、19世紀のカルリスタ戦争中には1823年・1836年・1876年などに砲撃を経験した。20世紀初頭にサン・セバスティアンが観光リゾート地化するとモンテ・ウルグルは軍事拠点としての関心が失われ、1924年には土地が市に売却された。1950年には全高12mものイエス・キリストの像が設置され、現在のモンテ・ウルグルは大部分が緑に覆われている。絵画のような軍事施設の遺構が往時を偲ばせ、ラ・コンチャ海岸や市街地を見降ろしている。

## ギャラリー

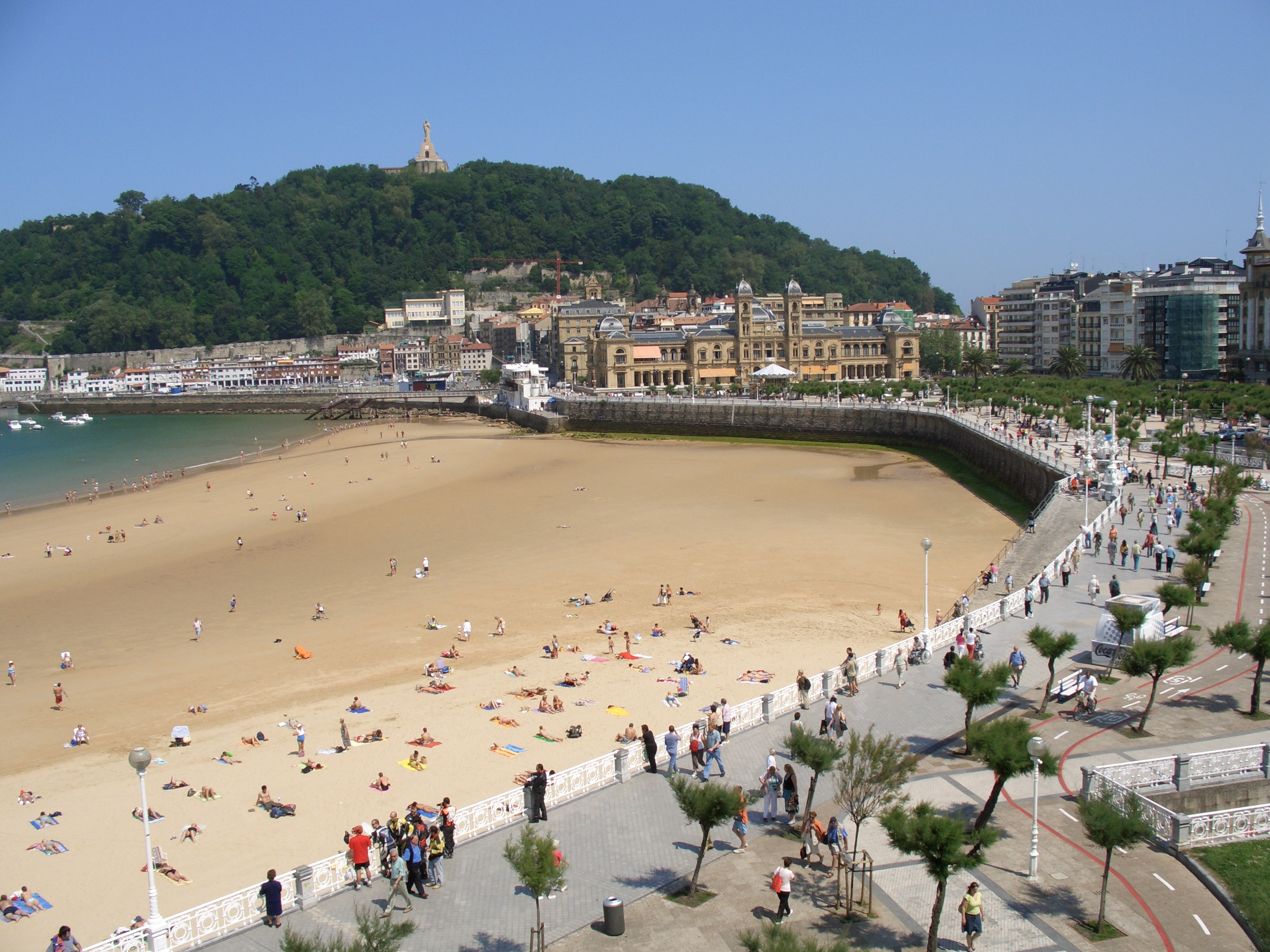
モンテ・ウルグル（奥）とラ・コンチャ海岸
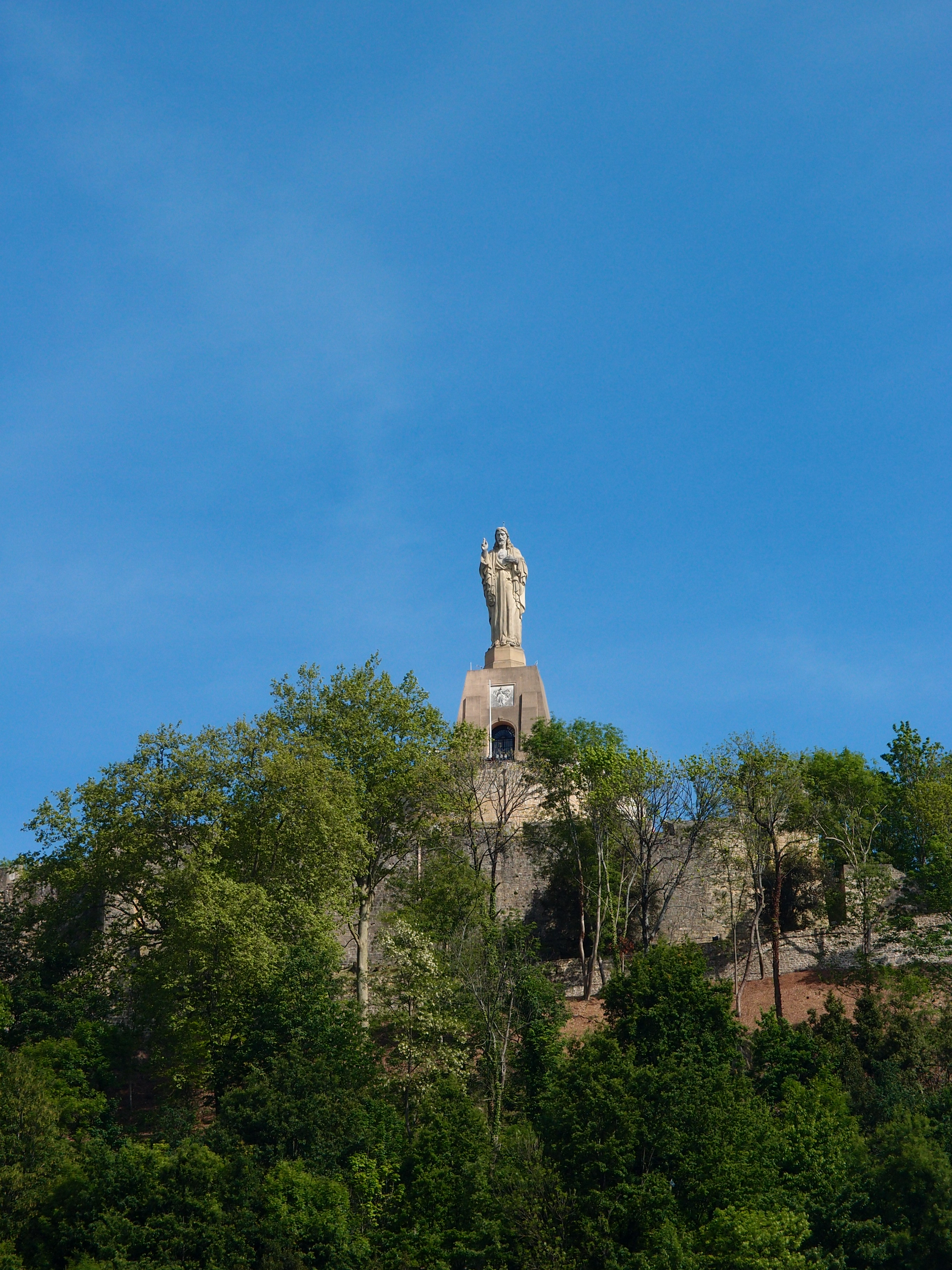
山頂のキリスト像
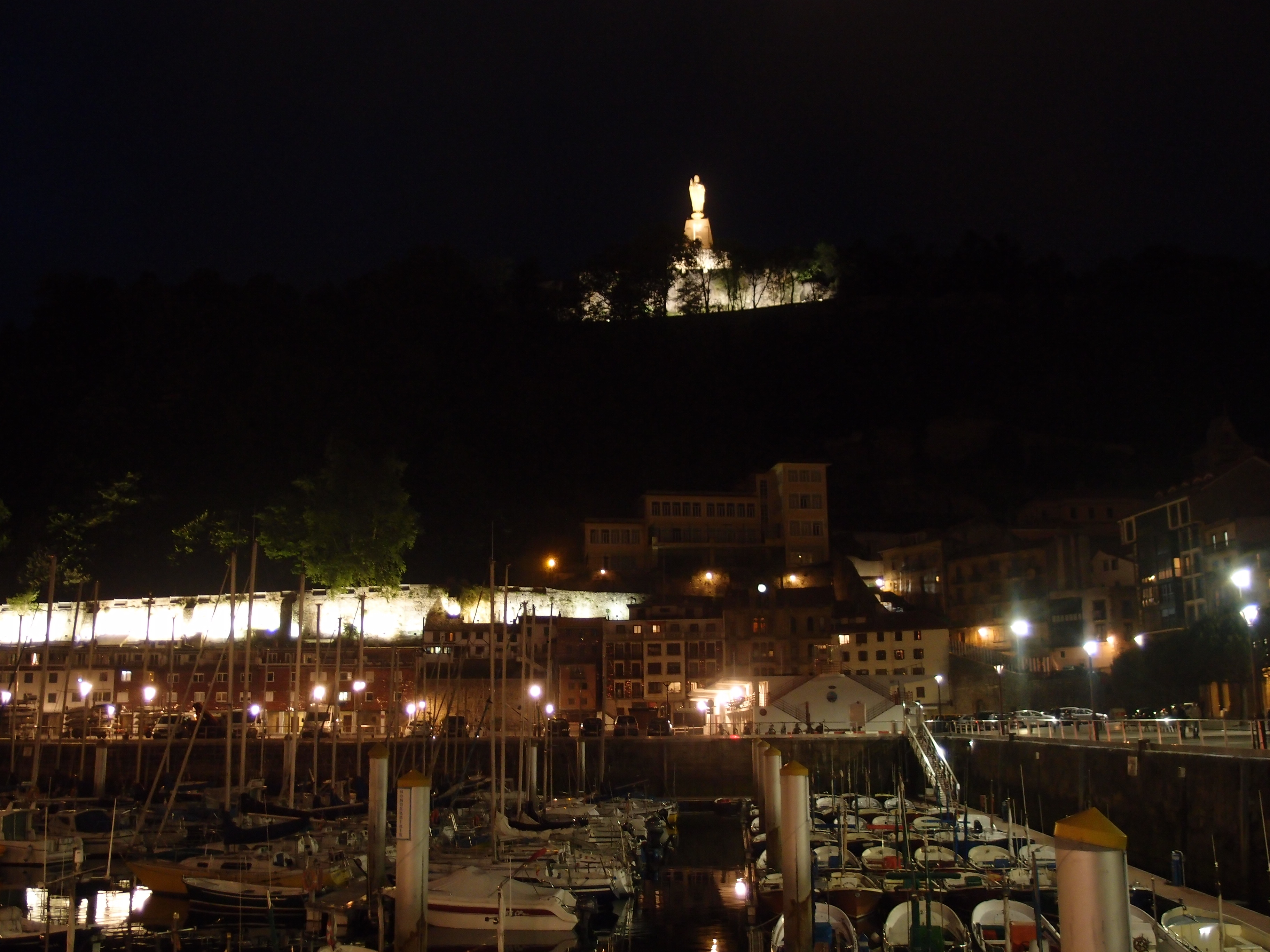
港から見たライトアップされたキリスト像
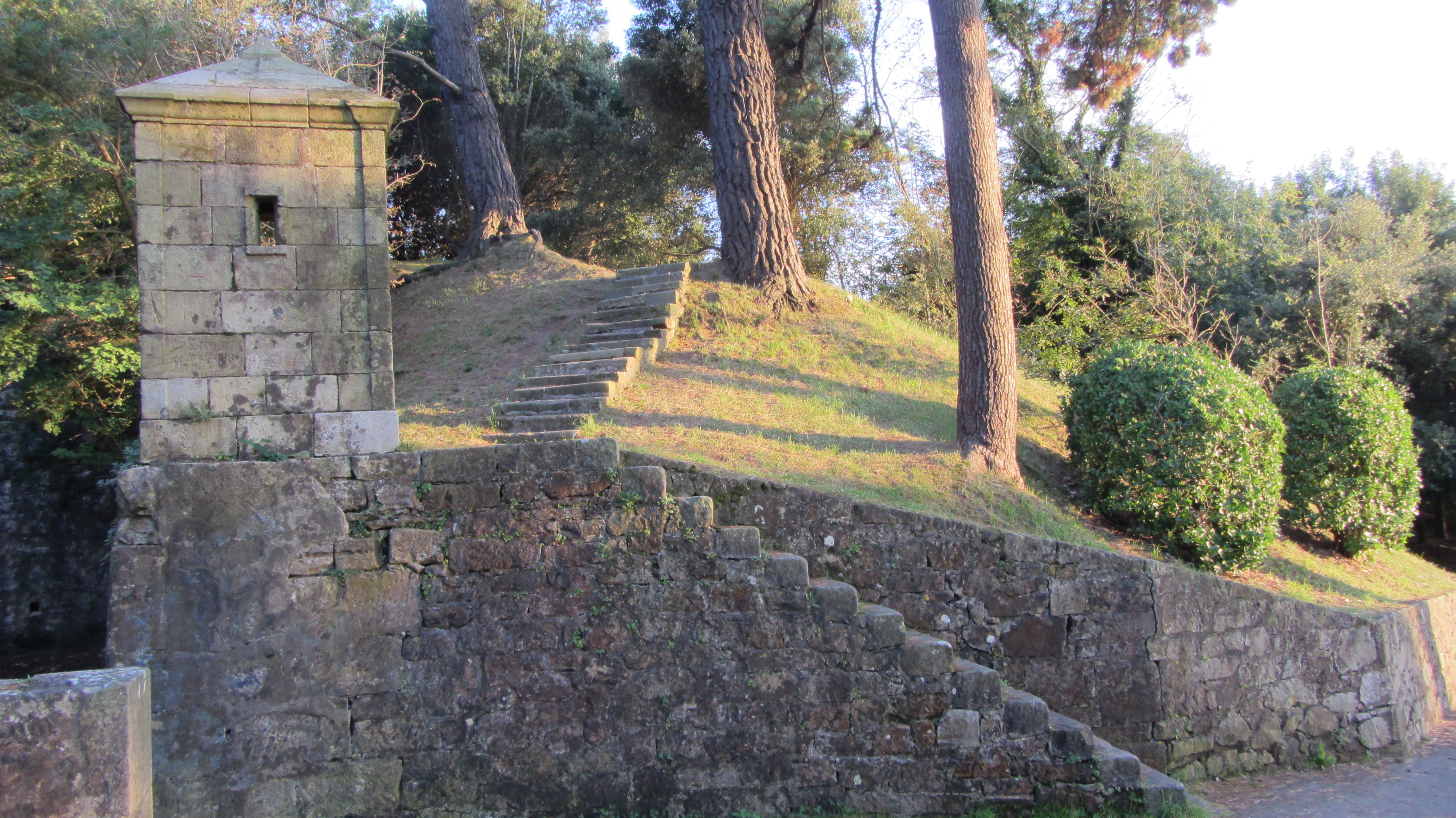